# حشره‌خوار سموری رونزوری
حشره‌خوار سموری رونزوری(نام علمی: Micropotamogale ruwenzorii) نام یک گونه از سرده سموری‌های رودخانه‌ای کوچک است.